# Geodiscelis megacephala
Geodiscelis megacephala là một loài ong trong họ Colletidae. Loài này được Michener & Rozen miêu tả khoa học đầu tiên năm 1999.